# Relaciones entre Corea del Sur y Panamá

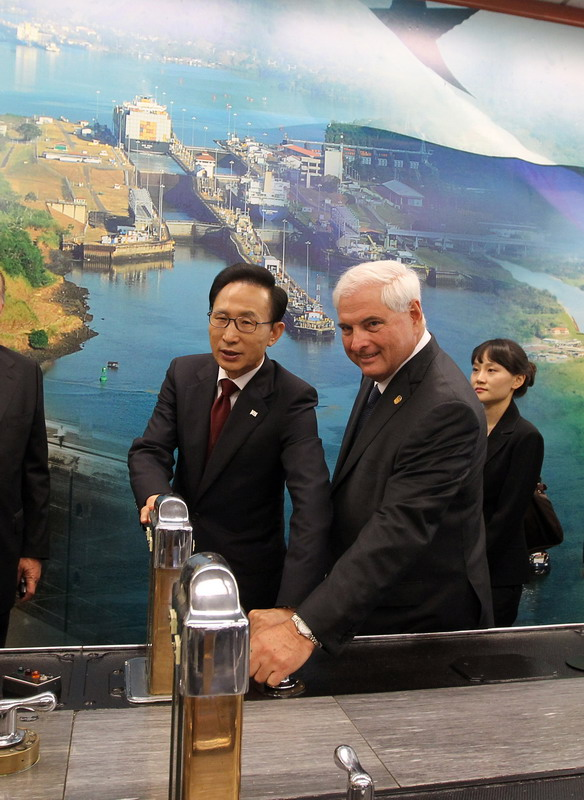
El presidente Lee Myung-bak (izquierda) y el presidente Ricardo Martinelli (derecha) durante su visita a las cerraduras de Canal del Panamá en la Ciudad de Panamá en junio de 2010.

Las relaciones entre Panamá y Corea del Sur se establecieron en 1962. Panamá tiene una embajada en Seúl y Corea del Sur tiene una embajada en la Ciudad de Panamá.
Ambos países son miembros  de las Naciones Unidas.
En junio de 2010, el presidente de Corea del Sur, Lee Myung-bak, visitó Panamá. Posteriormente, en octubre del mismo año, recibió a su homólogo panameño Ricardo Martinelli en Cheong Wa Dae para conversaciones cumbre.
Los ciudadanos panameños no requieren visa para viajar a Corea del Sur por un máximo de 90 días, mientras que los surcoreanos no necesitan visa para entrar en Panamá por un máximo de 180 días.
La Asociación Panamá-Corea se estableció en 2012 con el propósito de promover y fortalecer los lazos comerciales, académicos, culturales y de amistad entre ambos países.
El actual embajador de Panamá en Corea del Sur es Athanasio Kosmas Sifaki, mientras que el embajador de Corea del Sur en Panamá es Jeong Jinkyu.